# Upplands runinskrifter 683
Upplands runinskrifter 683 är en vikingatida runsten av granit i Linda, Skoklosters socken och Håbo kommun. 
Runstenen är cirka 1,1 meter hög och 0,8 meter bred. Runhöjden är 8-10 centimeter.

## Inskriften
Translitterering av runraden:
· kari · auk · ufaikr · (r)(a)--(t)u · --... ...(t) · kun[ar ·] faþur · sin ·
Normalisering till runsvenska:
Kari ok Ofæigʀ ræ[is]tu [stæin a]t Gunnar, faður sinn.
Översättning till nusvenska:
Kåre och Ofeg reste stenen efter Gunnar, sin fader.